# VMware Fusion
VMWare Fusion este o mașină virtuală dezvoltat pentru calculatoarele Macintosh cu procesoare Intel.

## Cerințe de sistem
- Un Mac pe platforma Intel pe 64 de biți
- 1 GB RAM
- Spațiu liber pe HDD 400 MB
- 5 GB spațiu liber pentru fiecare mașină virtuală
- Sistem de operare Mac OS X versiunea 10.4.11 sau mai nouă

## Istoric versiuni
- VMWare Fusion 1.0    lansat pe 6 august 2007
- VMWare Fusion 1.1    lansat pe 12 noiembrie 2007
- VMWare Fusion 1.1.1  lansat pe 24 ianuarie 2008
- VMWare Fusion 1.1.2  lansat pe 23 aprilie 2008
- WMWare Fusion 1.1.3  lansat pe 30 mai 2008
- VMWare Fusion 2.0    lansat pe 16 septembrie 2008